# Walter Tomsen
Walter Tomsen (* 4. März 1912 in Kiew, Russisches Kaiserreich; † 30. Dezember 2000 in Southbury) war ein US-amerikanischer Sportschütze.

## Erfolge
Walter Tomsen nahm an den Olympischen Spielen 1948 in London im Wettbewerb mit dem Kleinkalibergewehr im liegenden Anschlag über 50 m teil. In sechs Durchgängen à zehn Schuss gelang es ihm lediglich im dritten Durchgang nicht, die vollen 100 Punkte zu erzielen. Mit insgesamt 599 Punkten erzielte er wie Arthur Cook das beste Resultat, hatte aber im Gegensatz zu Cook, dem 43 glatte Treffer in die Zielmitte gelangen, nur 42 Mal exakt die Mitte getroffen. Tomsen erhielt so hinter Cook und vor Jonas Jonsson die Silbermedaille.